# Branko Pauljević
Branko Pauljević (Бранко Пауљевић; sinh 12 tháng 6 năm 1989) là một cầu thủ bóng đá Serbia thi đấu ở vị trí hậu vệ phải cho Újpest FC. Năng lực chính của anh là tốc độ đáng kể.

## Sự nghiệp câu lạc bộ
Pauljević trải qua 3 năm cùng với Hajduk Kula giai đoạn 2009 và 2012, ra sân 59 lần và ghi 1 bàn thắng. Trong lúc đó, anh được cho mượn 1 lần đến Senta năm 2010.
Ngày 23 tháng 5 năm 2012, Pauljević được chính thức góp mặt ở Partizan, sau khi ký bản hợp đồng thời hạn 4 năm. Mùa hè 2013, anh được cho mượn cả mùa giải đến Radnički Niš.

## Danh hiệu
Partizan
- Serbian SuperLiga (1): 2012–13

Cá nhân
- Đội hình của mùa giải Serbian SuperLiga (1): 2011–12